# 크리스티 캐버네이
크리스티 캐버네이(영어: Christy Cabanne, 1888년 4월 16일 ~ 1950년 10월 15일)는 20세기에 활동했던 미국의 영화 감독이다. 1925년작 무성 영화판 《벤허》를 연출했다.

## 연출 작품
- 나르는 어뢰(1925)
- 벤허(1925)
- 제인 에어(1934)
- 미이라의 손(1940)